# MOIK Stadium
MOIK Stadium är en arena i Baku i Azerbajdzjan, mest använd för fotboll. Arenan är hemmaplan till MOIK Baku och har en kapacitet på 3 000.